# Дюби, Жорж
Жорж Дюби (фр. Georges Duby; 7 октября 1919, Париж — 3 декабря 1996) — французский историк-медиевист, один из самых плодовитых и влиятельных историков Средневековья 20-го века. Профессор, член Французской академии (1987), занимал кафедру в Коллеж де Франс. Иностранный член Американского философского общества (1977).

## Биография
Родился в семье парижских ремесленников, выходцев из Прованса. Получив образование в Лионе, продолжил его в Сорбонне. Ученик известного историка-медиевиста Шарля Эдмона Перрена.
Преподавал в Безансоне и Экс-ан-Провансе, затем получил докторскую степень в Сорбонне. В 1970 году он стал преподавателем Коллеж де Франс, в 1974 году был принят в Академию надписей и изящной словесности, в 1987 году состоялось избрание во Французскую академию. Член Королевской академии французского языка и литературы Бельгии. 
«Признанный глава современной французской медиевистики», — называл его Ю. Л. Бессмертный, впоследствии профессор РГГУ, в журнале «Вопросы истории» № 1 за 1984 г.
Дюби принадлежал к школе «Анналов», в сферу его научных интересов входили изучение западноевропейской средневековой ментальности, структуры феодального общества, а также различные аспекты социальной, экономической и гендерной истории средневековья. Ж. Дюби в своих исследованиях социальных процессов образования феодального общества стремился доказать справедливость предложенной Марком Блоком периодизации феодализма. Он, как и его учитель, отстаивал мысль о том, что феодализм как явление оформился и имел место с XI по XVIII век.
Автор  более 400 опубликованных работ.

## Произведения
- The Three Orders: Feudal Society Imagined (1978; Chicago—London: The University of Chicago Press, 1980 {Рец.: Gabrielle M. Spiegel, Christopher N. L. Brooke[англ.], Bernard Bachrach[англ.], R. I. Moore[англ.]})
- Дюби Ж. Куртуазная любовь и перемены в положении женщин во Франции XII в. // Одиссей. Человек в истории. 1990. — М., 1990. — С. 90—96.
- Love and Marriage in the Middle Ages (1994)
- Дюби Ж. Европа в средние века / Пер. с франц. В. Колесникова. — Смоленск: Полиграмма, 1994. — 316 [3] с. — ISBN 5-87264-027-7.
- Дюби Ж. Трехчастная модель, или Представления средневекового общества о себе самом / Пер. с фр. Ю. А. Гинзбург. — М.: Языки русской культуры, 2000. — 320 с. — (Studia historica) — ISBN 5-7859-0125-0.
- Дюби Ж. История Франции. Средние века. От Гуго Капета до Жанны д’Арк (987—1460) / Пер. с франц. Г. А. Абрамова, В. А. Павлова. — М.: Междунар. отношения, 2001. — 416 с. — ISBN 5-7133-1066-3.
- Дюби Ж. Время соборов. Искусство и общество 980—1420 годов / Пер. с франц. О. Е. Ивановой, М. Ю. Рожновой. — М.: Ладомир, 2002. — 384 с. — ISBN 5-86218-394-9.
- История женщин на Западе : в 5 т. / [Под общ. ред. Жоржа Дюби и Мишель Перро; пер. с англ. А. В. Карасева и др.]. — СПб. : Алетейя, 2005. — (Гендерные исследования).